# Dystrykt Mafeteng
Dystrykt Mafeteng – jest jednym z 10 dystryktów w Lesotho.